# Гасанов, Арсен Билалович
Арсен Билалович Гасанов (8 января 1978) —  российский спортсмен, специализируется по ушу, серебряный призёр чемпионата Европы по ушу-саньда, чемпион России.

## Биография
Ушу саньда занимается с 1992 года. Является одним из первых выпускников халимбекаульской спортивной школы «Пять сторон света» по ушу. Занимался у Гусейна Магомаева. В 1998 году стал серебряным призёром чемпионата Европы в Афинах.

## Спортивные достижения
- Чемпионат России по ушу 1997 — ;
- Чемпионат Европы по ушу 1998 — ;

## Личная жизнь
В 1995 году окончил РАШБИ «Пять сторон света» в Халимбекауле.